# شهرستان گلاستر (نیوجرسی)
شهرستان گلاستر، نیوجرسی (به انگلیسی: Gloucester County, New Jersey) یک سکونتگاه مسکونی در ایالات متحده آمریکا است که در نیوجرسی واقع شده‌است.